# 银叶砂仁
银叶砂仁（学名：Amomum sericeum）为姜科豆蔻属下的一个种。

## 扩展阅读
- 維基物種上的相關：银叶砂仁